# Swatch Internet Time

Ilustrace internetových hodin.

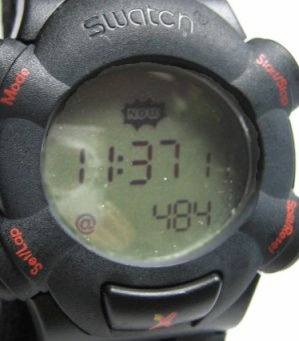
Hodinky Swatch Beat (času 11:37 hod. odpovídá dole čas 484 beats)

Internet time je decimální časový systém, který zavedla švýcarská firma Swatch 23. října 1998.
Mezi důležité vlastnosti patří:
- žádná časová pásma
- nová jednotka času zvaná Swatch Beat

## Beat
Čtyřiadvacetihodinový den byl rozdělen na 1000 stejně dlouhých jednotek beat (česky takt) (stylizováno jako .beat). Jeden beat tedy trvá 1 minutu a 26,4 sekund. Beat se zapisuje za znak zavináč. Jako základ byl zvolen středoevropský čas (bez přechodu na letní čas), marketingově označován jako Biel Mean Time (BMT), podle ústředí firmy ve městě Biel. Půlnoc ve střední Evropě odpovídá @000, dále se počítá @001, @002, @003 atd. Evropské poledne je tedy @500. Pro menší nebo větší časové úseky je možné použít předpony mili, mikro, kilo, centi (je možné přirovnat k jedné sekundě) a tak dále. 

## Výhody a nevýhody
Celosvětově jednotné udávání času propagoval Swatch jako výhodu. Vzhledem k rostoucí internacionalizaci a zejména vzniku videokonferencí a chatů s účastníky po celém světě jsou nevýhody různých časových pásem při domlouvání schůzek stále jasnější, zejména proto, že časová pásma ovlivňují také datum. Takže 16 hodin. 31. října v Chicagu je v Tokiu již 6 hodin ráno 1. listopadu. Další obtíž vyplývá ze skutečnosti, že časová pásma se liší nejen o celé hodiny, ale někdy i o půl nebo dokonce čtvrt hodiny. Na internetu přitom již funguje standardní čas UTC. Technické časové informace, například v záhlaví e-mailu, zahrnují časové pásmo. Časy, například schůzky, se každému účastníkovi zobrazí v místním čase a datu. Proto neexistuje žádná zjevná praktická výhoda internetového času Swatch.
Desetinný systém Swatch Internet Time usnadňuje přidávání časů. Jelikož je den rozdělen na 1000 tepů, je také zřejmé, že 5500 tepů odpovídá pěti a půl dnům. Ze 132 hodin však není tak snadné usoudit, že platí stejná lhůta. Zároveň je však obtížné převést základní jednotku Swatch Internet Time, beat,  na druhou, základní jednotku SI pro čas, sekundu. Při tom se od sekundy odvozují četné další jednotky fyzikální jednotky jako rychlost (m/s) nebo frekvence (1/s).
Internetový čas Swatch má i další nevýhody.
Nastavením středoevropského času jako referenčního času by byl kromě koordinovaného světového času (UTC) zaveden další nultý poledník.

## Hodinky Swatch .beat
Firma Swatch vyráběla tyto hodinky, které ukazovaly jak běžný čas, tak čas Swatch od roku 1999. Výroba byla ukončena okolo roku 2001. Tyto hodinky se stávají sběratelskými předměty.